# Liste der Einträge im National Register of Historic Places im Klamath County
Liste der Einträge im National Register of Historic Places in Klamath County (Oregon) in das National Register of Historic Places eingetragenen Gebäude, Bauwerke, Objekte, Stätten oder historischen Distrikte:

## Auflistung
| [ 1 ] | Name                                             | Bild                           | Eintragsdatum                 | Lage | Ort                         | Beschreibung                       |
| ----- | ------------------------------------------------ | ------------------------------ | ----------------------------- | --- | --------------------------- | ---------------------------------- |
| 1     | Baldwin Hotel                                    | Baldwin Hotel                  | 2. Okt. 1973 ID-Nr. 73001576  | 31 Main St. 42° 13′ 14″ N, 121° 47′ 12″ W                                                                            | Klamath Falls               |                                    |
| 2     | Judge Henry L. Benson House                      | Judge Henry L. Benson House    | 2. Dez. 1981 ID-Nr. 81000496  | 137 High St. 42° 13′ 25″ N, 121° 47′ 7″ W                                                                            | Klamath Falls               |                                    |
| 3     | Bisbee Hotel                                     | Bisbee Hotel                   | 12. Okt. 2006 ID-Nr. 06000938 | 229 S. 6th St. 42° 13′ 27″ N, 121° 46′ 47″ W                                                                         | Klamath Falls               |                                    |
| 4     | Blackburn Sanitarium                             | Blackburn Sanitarium           | 27. Sep. 1996 ID-Nr. 96001046 | 1842 Esplanade Avenue 42° 13′ 58″ N, 121° 46′ 24,8″ W                                                                | Klamath Falls               |                                    |
| 5     | Bly Ranger Station                               | weitere Bilder                 | 11. März 1981 ID-Nr. 81000650 | Highway 140 42° 24′ 3″ N, 121° 2′ 41″ W                                                                              | Bly                         |                                    |
| 6     | Comfort Station No. 68                           | Comfort Station No. 68         | 1. Dez. 1988 ID-Nr. 88002624  | Rim Dr., nahe dem Rim Village Campground 42° 54′ 42″ N, 122° 8′ 44″ W                                                | Crater-Lake-Nationalpark    |                                    |
| 7     | Comfort Station No. 72                           | weitere Bilder                 | 1. Dez. 1988 ID-Nr. 88002625  | Rim Dr., im Rim Village Campground 42° 54′ 40,7″ N, 122° 8′ 50,2″ W                                                  | Crater-Lake-Nationalpark    |                                    |
| 8     | Crater Lake Lodge                                | weitere Bilder                 | 5. Mai 1981 ID-Nr. 81000096   | Crater-Lake-Nationalpark 42° 54′ 36″ N, 122° 8′ 22″ W                                                                | Crater-Lake-Nationalpark    |                                    |
| 9     | Crater Lake Superintendent’s Residence           | weitere Bilder                 | 28. Mai 1987 ID-Nr. 87001347  | Munson Valley 42° 54′ 3″ N, 122° 8′ 12″ W                                                                            | Crater-Lake-Nationalpark    | Erbaut in den 1930er Jahren.       |
| 10    | Fort Klamath Site                                | weitere Bilder                 | 7. Okt. 1971 ID-Nr. 71000680  | Südöstlich von Fort Klamath 42° 41′ 31″ N, 121° 58′ 20″ W                                                            | Fort Klamath                |                                    |
| 11    | Fred Goeller House                               | Fred Goeller House             | 3. Juni 1998 ID-Nr. 98000624  | 234 Riverside Dr. 42° 13′ 2,9″ N, 121° 47′ 29″ W                                                                     | Klamath Falls               | schlechter Zustand                 |
| 12    | Honeymoon Creek Snow-Survey Cabin                | weitere Bilder                 | 29. Dez. 2000 ID-Nr. 00000515 | Sky Lakes Wilderness 42° 40′ 1,2″ N, 122° 11′ 54,4″ W                                                                | Ashland (Oregon) (Umgebung) |                                    |
| 13    | Jacksonville-to-Fort Klamath Military Wagon Road | weitere Bilder                 | 16. Mai 1979 ID-Nr. 79002068  | Südlich von Butte Falls 42° 28′ 46″ N, 122° 26′ 57″ W                                                                | Butte Falls (Umgebung)      |                                    |
| 14    | Klamath County Armory and Auditorium             | weitere Bilder                 | 18. Mai 2011 ID-Nr. 11000295  | 1451 Main St. 42° 13′ 42″ N, 121° 46′ 29″ W                                                                          | Klamath Falls               |                                    |
| 15    | Klamath Falls City Hall                          | Klamath Falls City Hall        | 30. Okt. 1989 ID-Nr. 89001861 | 226 S. 5th St. 42° 13′ 24″ N, 121° 46′ 51″ W                                                                         | Klamath Falls               |                                    |
| 16    | Old Klamath Falls City Library                   | Old Klamath Falls City Library | 30. Okt. 1989 ID-Nr. 89001863 | 500 Klamath Ave. 42° 13′ 25″ N, 121° 46′ 51″ W                                                                       | Klamath Falls               |                                    |
| 17    | Lake of the Woods Ranger Station – Work Center   | weitere Bilder                 | 8. Apr. 1986 ID-Nr. 86000845  | Winema National Forest 42° 23′ 9″ N, 122° 13′ 34″ W                                                                  | Klamath Falls (Umgebung)    |                                    |
| 18    | Linkville Pioneer Cemetery                       | weitere Bilder                 | 11. Juli 2014 ID-Nr. 14000400 | Corner of Lexington Avenue and Upham Street 42° 14′ 1,8″ N, 121° 46′ 57,6″ W                                         | Klamath Falls               |                                    |
| 19    | Lower Klamath National Wildlife Refuge           | weitere Bilder                 | 15. Okt. 1966 ID-Nr. 66000238 | Lower Klamath Lake, east of Dorris, California (See also Siskiyou County, California.) 41° 56′ 48″ N, 121° 39′ 53″ W | Worden                      | Seit 1980 National Wildlife Refuge |
| 20    | Warren Mills House                               | Warren Mills House             | 11. Feb. 1993 ID-Nr. 93000016 | 123 High St. 42° 13′ 22,2″ N, 121° 47′ 16,7″ W                                                                       | Klamath Falls               |                                    |
| 21    | Munson Valley Historic District                  | weitere Bilder                 | 1. Dez. 1988 ID-Nr. 88002622  | Munson Valley Rd. 42° 53′ 52″ N, 122° 8′ 4″ W                                                                        | Crater-Lake-Nationalpark    |                                    |
| 22    | Oregon Bank Building                             | Oregon Bank Building           | 10. Sep. 1987 ID-Nr. 87001525 | 905 Main St. 42° 13′ 38″ N, 121° 46′ 45″ W                                                                           | Klamath Falls               |                                    |
| 23    | Point Comfort Lodge                              | Point Comfort Lodge            | 31. Dez. 1979 ID-Nr. 79002080 | 27505 Rocky Point Rd. 42° 28′ 18,3″ N, 122° 5′ 24,3″ W                                                               | Rocky Point                 |                                    |
| 24    | Richardson–Ulrich House                          | Richardson–Ulrich House        | 11. Aug. 1988 ID-Nr. 88001244 | 636 Conger Ave. 42° 13′ 24,2″ N, 121° 47′ 40,3″ W                                                                    | Klamath Falls               |                                    |
| 25    | Rim Drive Historic District                      | weitere Bilder                 | 30. Jan. 2008 ID-Nr. 08000041 | Rim Drive along edge of caldera surrounding Crater Lake 42° 57′ 24,3″ N, 122° 2′ 48,8″ W                             | Crater-Lake-Nationalpark    |                                    |
| 26    | Rim Village Historic District                    | weitere Bilder                 | 18. Sep. 1997 ID-Nr. 97001155 | Jct. of Rim Village Rd. and an access rd. 42° 54′ 37″ N, 122° 8′ 33″ W                                               | Crater-Lake-Nationalpark    |                                    |
| 27    | Sinnott Memorial Building No. 67                 | weitere Bilder                 | 1. Dez. 1988 ID-Nr. 88002623  | Rim Dr., nahe dem Rim Village Campground 42° 54′ 42″ N, 122° 8′ 33″ W                                                | Crater-Lake-Nationalpark    |                                    |
| 28    | Valley Hospital                                  | Valley Hospital                | 8. Sep. 1988 ID-Nr. 88001524  | 405 Pine St. 42° 13′ 27,1″ N, 121° 47′ 6,1″ W                                                                        | Klamath Falls               |                                    |
| 29    | Watchman Lookout Station No. 168                 | weitere Bilder                 | 1. Dez. 1988 ID-Nr. 88002626  | Off Rim Dr. auf The Watchman 42° 56′ 34,6″ N, 122° 10′ 20,7″ W                                                       | Crater-Lake-Nationalpark    |                                    |